# Mediana (geometrija)
Mediana (tudi težiščna premica ali težiščnica) je v geometriji daljica, ki v trikotniku povezuje oglišče z razpoloviščem oglišču nasprotne stranice. Vsak trikotnik ima natančno tri mediane. 

## Odnos mediane do težišča
Vsaka mediana teče skozi težišče trikotnika. Težišče trikotnika je središče mas telesa, ki ima enakomerno gostoto in ima obliko trikotnika. 

## Delitev trikotnika na dva dela
Vsaka mediana deli trikotnik na dve enaki polovici. Zaradi tega ima ta daljica tudi takšno ime. Vse ostale daljice, ki delijo trikotnik na dva enaka dela, ne tečejo skozi težišče trikotnika. Tri mediane delijo trikotnik na šest delov z enako ploščino. 

## Dolžina mediane
Dolžine median lahko dobilo iz Apolonijevega izreka, ki nam da
{\displaystyle m_{a}={\sqrt {\frac {2b^{2}+2c^{2}-a^{2}}{4}}},}
{\displaystyle m_{b}={\sqrt {\frac {2a^{2}+2c^{2}-b^{2}}{4}}},}
{\displaystyle m_{c}={\sqrt {\frac {2a^{2}+2b^{2}-c^{2}}{4}}},}
kjer so
- {\displaystyle a,{\text{ }}b,{\text{ }}c} stranice trikotnika
- {\displaystyle m_{a},{\text{ }}m_{b},{\text{ }}m_{c}} pripadajoče mediane

Iz tega dobimo naslednje zveze
{\displaystyle a={\frac {2}{3}}{\sqrt {-m_{a}^{2}+2m_{b}^{2}+2m_{c}^{2}}}={\sqrt {2(b^{2}+c^{2})-4m_{a}^{2}}}={\sqrt {{\frac {b^{2}}{2}}-c^{2}+2m_{b}^{2}}}={\sqrt {{\frac {c^{2}}{2}}-b^{2}+2m_{c}^{2}}},}
Iz tega dobimo naslednje zveze 
{\displaystyle b={\frac {2}{3}}{\sqrt {-m_{b}^{2}+2m_{a}^{2}+2m_{c}^{2}}}={\sqrt {2(a^{2}+c^{2})-4m_{b}^{2}}}={\sqrt {{\frac {a^{2}}{2}}-c^{2}+2m_{a}^{2}}}={\sqrt {{\frac {c^{2}}{2}}-a^{2}+2m_{c}^{2}}},}
{\displaystyle c={\frac {2}{3}}{\sqrt {-m_{c}^{2}+2m_{b}^{2}+2m_{a}^{2}}}={\sqrt {2(b^{2}+a^{2})-4m_{c}^{2}}}={\sqrt {{\frac {b^{2}}{2}}-a^{2}+2m_{b}^{2}}}={\sqrt {{\frac {a^{2}}{2}}-b^{2}+2m_{a}^{2}}}}.

## Lastnosti mediane
Mediana ima kar nekaj zanimivih lastnosti:
- mediana deli ploščino trikotnika na dva enaka dela
- mediane se sekajo v težišču
- v vsakem trikotniku velja [2].

{\displaystyle {\tfrac {3}{4}}}(obseg) < vsota median < {\displaystyle {\tfrac {3}{2}}}(obseg).
- v vsakem trikotniku s stranicami {\displaystyle a,{\text{ }}b,{\text{ }}c} in medianami {\displaystyle m_{a},{\text{ }}m_{b},{\text{ }}m_{c}}[2]

velja tudi
{\displaystyle {\tfrac {3}{4}}(a^{2}+b^{2}+c^{2})=m_{a}^{2}+m_{b}^{2}+m_{c}^{2}}.